# Tim Phillips
Timothy Phillips, soprannominato Tim (Haimhausen, 30 novembre 1990) è un nuotatore statunitense.

## Carriera
Fortemente specializzato nello stile libero, ha vinto due medaglie d'oro ai mondiali nelle staffette 4x100m misti competendo solo in batteria.

## Palmarès
- Mondiali

Kazan' 2015: oro nella 4x100m misti.
Budapest 2017: oro nella 4x100m misti.
- Universiadi

Shenzhen 2011: oro nei 50m farfalla, nei 100m farfalla e nella 4x100m sl, argento nella 4x100m misti.